# 武汉大学美国文化中心
武汉大学美国文化中心（Wuhan University Center for American Culture）是一所由美国俄亥俄州立大学和中国武汉大学于2011年在武汉大学外国语言文学学院合作建立的机构。该中心致力于提升中美两地的学术和文化交流。

## 历史
2011年9月26日，时美国驻华大使骆家辉到访该中心，并宣布美国国务院将提供10万美元的联邦拨款支援该中心之建设。